# お伽話をあなたに
『お伽話をあなたに』(おとぎばなしをあなたに) は、椎名あゆみによる日本の漫画作品。
りぼんオリジナル1996年8月号に掲載された『お伽話をあなたに』と同誌の1998年8月号に掲載された『お伽話をあなたに2 ～宝石姫～』の全二話。単行本には以上に加えて1994年・りぼん秋のびっくり大増刊号に掲載された『無敵のヴィーナス』の番外編である『きまぐれなMARIA』が収録されている。
シリーズ続編作品に『お伽話をあなたに 月夜の舞姫』がある。

## 単行本
1. ISBN 4-08-856194-5、2001年2月発売